# زون ۷۰۷ پامیر
زون ۷۰۷ پامیر یا زون شمال غرب یکی از ۸ زون تشکیلات اداری وزارت امور داخله جمهوری اسلامی افغانستان می‌باشد که شامل ولایات بلخ، فاریاب، جوزجان، سمنگان و سرپل می‌شود. زون معادل قول اردو در وزارت دفاع افغانستان است و معادل انگلیسی آن «Region» یا منطقه می‌باشد. باشگاه فوتبال سیمرغ البرز به نمایندگی از این زون وارد مسابقات لیگ برتر فوتبال افغانستان می‌شود. فرمانده کنونی این زون میر‌ امان‌الله گذز می‌باشد.
از زون شمال غرب افغانستان به‌عنوان منطقه جغرافیایی نیز به‌کار برده می‌شود. مسجد کبود، مسجد سبز و آرامگاه یحیی بن زید از آثار ارزشمند تاریخی آن می‌باشد. سیمرغ نماد ورزشی این زون است که به پرنده کوه البرز واقع در جنوب مزارشریف اشاره دارد. مشخصه طبیعی این زون رودهای بلخاب، مرغاب، خلم و کوه‌های البرز و تیربند ترکستان می‌باشد. بزرگترین شهر آن مزارشریف، میمنه، شبرغان، خلم، بلخ، سرپل، سنچارک، آقچه، اندخوی، ایبک و قلعه نو است.